# Jens Braarvig
Jens Braarvig (Noruega, 17 de janeiro de 1948) é um professor norueguês, de história religiosa, da Universidade de Oslo.

## Obras
- Gilgamesh e Atrahasis 2001 (com Tor Åge Bringsværd)
- Gilgamesh (2004). com Tor Åge Bringsværd.